# DEUX
《DEUX》는 그룹 이름이며 데뷔 음반이다.

## 수록곡
| #  | 제목                      | 작사           | 작곡   | 편곡   | 재생시간 |
| -- | ------------------------- | -------------- | ------ | ------ | -------- |
| 1. | 듀스의 Theme              | 이현도, 김성재 | 이현도 | 이현도 | 2:07     |
| 2. | 나를 돌아봐               | 이현도         | 이현도 | 이현도 | 3:45     |
| 3. | 알고 있었어               | 이현도         | 이현도 | 이현도 | 4:29     |
| 4. | 나의 바보같은 이야기      | 이현도         | 이현도 | 이현도 | 3:50     |
| 5. | 매일 항상 언제나          | 이현도, 김성재 | 이현도 | 이현도 | 3:38     |
| 6. | 세상속에서... 그댄        | 김성재         | 이현도 | 이현도 | 3:49     |
| 7. | 이제                      | 이현도, 김성재 | 이현도 | 이현도 | 3:59     |
| 8. | 나를 돌아봐(Instrumental) |                | 이현도 | 이현도 | 3:29     |